# Morières-lès-Avignon
Morières-lès-Avignon é uma comuna francesa na região administrativa da Provença-Alpes-Costa Azul, no departamento de Vaucluse. Estende-se por uma área de 10,35 km². Em 2010 a comuna tinha 8 690 habitantes (densidade: 839,6 hab./km²).